# Élections cantonales de 2004 dans le Nord
Les élections cantonales ont eu lieu les 21 et 28 mars 2004.
Lors de ces élections, 40 des 79 cantons du Nord ont été renouvelés. Elles ont vu la reconduction de la majorité socialiste dirigée par Bernard Derosier, président du conseil général depuis 1998.

## Résultats à l’échelle du département
Répartition départementale des résultats (2e tour).
- PCF (7,22 %)
- PS (50,09 %)
- DVG (1,73 %)
- Divers (0,23 %)
- UMP (13,66 %)
- UDF (5,09 %)
- DVD (14,79 %)
- FN (7,19 %)

| Étiquette      | Étiquette                          | Premier tour | Premier tour | Second tour | Second tour | Sièges |
| Étiquette      | Étiquette                          | Voix         | %            | Voix        | %           | Sièges |
| -------------- | ---------------------------------- | ------------ | ------------ | ----------- | ----------- | ------ |
|                | Parti socialiste                   | 158 389      | 30,92        | 245 645     | 50,09       | 30     |
|                | Parti communiste français          | 64 625       | 12,61        | 35 429      | 7,22        | 5      |
|                | Les Verts                          | 29 583       | 5,77         |             |             |        |
|                | Extrême gauche                     | 23 889       | 4,66         |             |             |        |
|                | Divers gauche                      | 9 133        | 1,78         | 8 469       | 1,73        | 1      |
| Gauche         | Gauche                             | 285 619      | 55,74        | 289 543     | 59,04       | 36     |
|                |                                    |              |              |             |             |        |
|                | Front national                     | 81 380       | 15,88        | 35 266      | 7,19        | 0      |
|                | Divers droite                      | 62 192       | 12,14        | 72 536      | 14,79       | 3      |
|                | Union pour un mouvement populaire  | 58 154       | 11,35        | 67 001      | 13,66       | 1      |
|                | Union pour la démocratie française | 21 250       | 4,15         | 24 953      | 5,09        | 0      |
|                | Extrême droite                     | 269          | 0,05         |             |             |        |
| Droite         | Droite                             | 223 245      | 43,57        | 199 756     | 40,73       | 4      |
|                |                                    |              |              |             |             |        |
|                | Divers                             | 2 791        | 0,54         | 1 150       | 0,23        | 0      |
|                |                                    |              |              |             |             |        |
|                | Écologistes divers                 | 673          | 0,13         |             |             |        |
|                |                                    |              |              |             |             |        |
| Inscrits       | Inscrits                           | 869 366      | 100,00       | 826 119     | 100,00      |        |
| Abstention     | Abstention                         | 336 200      | 38,64        | 300 512     | 36,38       |        |
| Votants        | Votants                            | 533 166      | 61,33        | 525 607     | 63,62       |        |
| Blancs et nuls | Blancs et nuls                     | 20 838       | 3,91         | 35 158      | 6,69        |        |
| Exprimés       | Exprimés                           | 512 328      | 96,09        | 490 449     | 93,31       |        |

## Résultats par canton

### Canton d'Arleux
| Candidats      | Candidats          | Étiquette      | Premier tour | Premier tour | Second tour | Second tour |
| Candidats      | Candidats          | Étiquette      | Voix         | %            | Voix        | %           |
| -------------- | ------------------ | -------------- | ------------ | ------------ | ----------- | ----------- |
|                | Charles Beauchamp* | PCF            | 3 349        | 34,69        | 5 330       | 54,62       |
|                | Jean-Luc Halle     | DVD            | 3 103        | 32,14        | 4 428       | 45,38       |
|                | Isabelle Deruy     | PS             | 1 212        | 12,55        |             |             |
|                | Émile Messager     | FN             | 1 132        | 11,72        |             |             |
|                | Michel Regnier     | Verts          | 399          | 4,13         |             |             |
|                | Claude Seys        | DVG            | 234          | 2,42         |             |             |
|                | Florence L'Hostis  | EXG            | 226          | 2,34         |             |             |
|                |                    |                |              |              |             |             |
| Inscrits       | Inscrits           | Inscrits       | 13 610       | 100,00       | 13 600      | 100,00      |
| Abstention     | Abstention         | Abstention     | 3 637        | 26,72        | 3 335       | 24,52       |
| Votants        | Votants            | Votants        | 9 973        | 73,28        | 10 265      | 75,48       |
| Blancs et nuls | Blancs et nuls     | Blancs et nuls | 318          | 3,19         | 507         | 4,94        |
| Exprimés       | Exprimés           | Exprimés       | 9 655        | 96,81        | 9 758       | 95,06       |

*sortant

### Canton d'Armentières
| Candidats      | Candidats             | Étiquette      | Premier tour | Premier tour | Second tour | Second tour |
| Candidats      | Candidats             | Étiquette      | Voix         | %            | Voix        | %           |
| -------------- | --------------------- | -------------- | ------------ | ------------ | ----------- | ----------- |
|                | Bernard Haesebroeck   | PS             | 8 677        | 38,83        | 13 518      | 60,87       |
|                | Jacques Deruyter      | DVD            | 5 867        | 26,25        | 8 690       | 39,13       |
|                | Hubert Maison         | FN             | 3 617        | 16,18        |             |             |
|                | Dominique Issele      | Verts          | 1 700        | 7,61         |             |             |
|                | Arnaud Marie          | PCF            | 1 573        | 7,04         |             |             |
|                | Véronique Marseguerra | EXG            | 915          | 4,09         |             |             |
|                |                       |                |              |              |             |             |
| Inscrits       | Inscrits              | Inscrits       | 37 575       | 100,00       | 37 590      | 100,00      |
| Abstention     | Abstention            | Abstention     | 14 297       | 38,05        | 13 730      | 36,53       |
| Votants        | Votants               | Votants        | 23 278       | 61,95        | 23 860      | 63,47       |
| Blancs et nuls | Blancs et nuls        | Blancs et nuls | 929          | 3,99         | 1 652       | 6,92        |
| Exprimés       | Exprimés              | Exprimés       | 22 349       | 96,01        | 22 208      | 93,08       |

### Canton d'Avesnes-sur-Helpe-Nord
| Candidats      | Candidats            | Étiquette      | Premier tour | Premier tour | Second tour | Second tour |
| Candidats      | Candidats            | Étiquette      | Voix         | %            | Voix        | %           |
| -------------- | -------------------- | -------------- | ------------ | ------------ | ----------- | ----------- |
|                | Alain Poyart*        | DVD            | 1 740        | 44,20        | 2 205       | 55,40       |
|                | Sylvie Tournant      | PS             | 941          | 23,90        | 1 775       | 44,60       |
|                | Didier Nortier       | FN             | 634          | 16,10        |             |             |
|                | Laurent Payen        | PCF            | 253          | 6,43         |             |             |
|                | Guy Patin            | Verts          | 212          | 5,38         |             |             |
|                | Jean-Charles Cournut | EXG            | 157          | 3,99         |             |             |
|                |                      |                |              |              |             |             |
| Inscrits       | Inscrits             | Inscrits       | 6 405        | 100,00       | 6 407       | 100,00      |
| Abstention     | Abstention           | Abstention     | 2 287        | 35,71        | 2 121       | 33,10       |
| Votants        | Votants              | Votants        | 4 118        | 64,29        | 4 286       | 66,90       |
| Blancs et nuls | Blancs et nuls       | Blancs et nuls | 181          | 4,40         | 306         | 7,14        |
| Exprimés       | Exprimés             | Exprimés       | 3 937        | 95,60        | 3 980       | 92,86       |

*sortant

### Canton de Bailleul-Nord-Est
| Candidats      | Candidats           | Étiquette      | Premier tour | Premier tour | Second tour | Second tour |
| Candidats      | Candidats           | Étiquette      | Voix         | %            | Voix        | %           |
| -------------- | ------------------- | -------------- | ------------ | ------------ | ----------- | ----------- |
|                | Michel Vandevoorde* | PS             | 3 950        | 47,51        | 5 006       | 59,27       |
|                | Dominique Hallynck  | UDF            | 2 567        | 30,88        | 3 440       | 40,73       |
|                | Didier Lejeune      | FN             | 1 183        | 14,23        |             |             |
|                | Sylvie Duflot       | PCF            | 376          | 4,52         |             |             |
|                | Mostéfa Bouzebra    | EXG            | 238          | 2,86         |             |             |
|                |                     |                |              |              |             |             |
| Inscrits       | Inscrits            | Inscrits       | 13 271       | 100,00       | 13 271      | 100,00      |
| Abstention     | Abstention          | Abstention     | 4 520        | 34,06        | 4 264       | 32,13       |
| Votants        | Votants             | Votants        | 8 751        | 65,94        | 9 007       | 67,87       |
| Blancs et nuls | Blancs et nuls      | Blancs et nuls | 437          | 4,99         | 561         | 6,23        |
| Exprimés       | Exprimés            | Exprimés       | 8 314        | 95,01        | 8 446       | 93,77       |

*sortant

### Canton de Bergues
| Candidats      | Candidats           | Étiquette      | Premier tour | Premier tour | Second tour | Second tour |
| Candidats      | Candidats           | Étiquette      | Voix         | %            | Voix        | %           |
| -------------- | ------------------- | -------------- | ------------ | ------------ | ----------- | ----------- |
|                | Monique Denise      | PS             | 2 961        | 32,75        | 4 780       | 51,54       |
|                | André Figoureux     | DVD            | 1 977        | 21,87        | 4 495       | 48,46       |
|                | Paul Lammin         | DVD            | 1 522        | 16,84        |             |             |
|                | Laurence Monteil    | FN             | 1 371        | 15,17        |             |             |
|                | Isabelle Brunet     | EXG            | 550          | 6,08         |             |             |
|                | Bernard Borel       | SE             | 388          | 4,29         |             |             |
|                | Jean-Louis Grisolet | PCF            | 271          | 3,00         |             |             |
|                |                     |                |              |              |             |             |
| Inscrits       | Inscrits            | Inscrits       | 13 723       | 100,00       | 13 724      | 100,00      |
| Abstention     | Abstention          | Abstention     | 4 184        | 30,49        | 3 601       | 26,24       |
| Votants        | Votants             | Votants        | 9 539        | 69,51        | 10 123      | 73,76       |
| Blancs et nuls | Blancs et nuls      | Blancs et nuls | 499          | 5,23         | 848         | 8,38        |
| Exprimés       | Exprimés            | Exprimés       | 9 040        | 94,77        | 9 275       | 91,62       |

### Canton de Bouchain
| Candidats      | Candidats         | Étiquette      | Premier tour | Premier tour | Second tour | Second tour |
| Candidats      | Candidats         | Étiquette      | Voix         | %            | Voix        | %           |
| -------------- | ----------------- | -------------- | ------------ | ------------ | ----------- | ----------- |
|                | Albert Després*   | PCF            | 5 049        | 41,40        | 8 356       | 72,64       |
|                | Franciane Delsart | PS             | 2 606        | 21,37        | Retrait     | Retrait     |
|                | Serge Thomes      | FN             | 2 181        | 17,88        | 3 147       | 27,36       |
|                | Thierry Delforge  | UMP            | 1 880        | 15,42        |             |             |
|                | Jacky Boucot      | EXG            | 479          | 3,93         |             |             |
|                |                   |                |              |              |             |             |
| Inscrits       | Inscrits          | Inscrits       | 19 098       | 100,00       | 19 098      | 100,00      |
| Abstention     | Abstention        | Abstention     | 6 382        | 33,42        | 6 340       | 33,20       |
| Votants        | Votants           | Votants        | 12 716       | 66,58        | 12 758      | 66,80       |
| Blancs et nuls | Blancs et nuls    | Blancs et nuls | 521          | 4,10         | 1 255       | 9,84        |
| Exprimés       | Exprimés          | Exprimés       | 12 195       | 95,90        | 11 503      | 90,16       |

*sortant

### Canton de Cambrai-Est
| Candidats      | Candidats         | Étiquette      | Premier tour | Premier tour | Second tour | Second tour |
| Candidats      | Candidats         | Étiquette      | Voix         | %            | Voix        | %           |
| -------------- | ----------------- | -------------- | ------------ | ------------ | ----------- | ----------- |
|                | Claude Pringalle* | UMP            | 3 059        | 31,13        | 4 795       | 47,95       |
|                | Brigitte Sorlin   | PS             | 2 330        | 23,71        | 5 205       | 52,05       |
|                | Mélanie Disdier   | FN             | 1 420        | 14,45        |             |             |
|                | Patrick Belot     | PCF            | 950          | 9,67         |             |             |
|                | Pierre Doise      | DVD            | 931          | 9,47         |             |             |
|                | Bernard Cuvillier | Verts          | 681          | 6,93         |             |             |
|                | Didier Leclercq   | EXG            | 457          | 4,65         |             |             |
|                |                   |                |              |              |             |             |
| Inscrits       | Inscrits          | Inscrits       | 16 426       | 100,00       | 16 426      | 100,00      |
| Abstention     | Abstention        | Abstention     | 6 150        | 37,44        | 5 733       | 34,90       |
| Votants        | Votants           | Votants        | 10 276       | 62,56        | 10 693      | 65,10       |
| Blancs et nuls | Blancs et nuls    | Blancs et nuls | 448          | 4,36         | 693         | 6,48        |
| Exprimés       | Exprimés          | Exprimés       | 9 828        | 95,64        | 10 000      | 93,52       |

*sortant

### Canton de Carnières
| Candidats      | Candidats             | Étiquette      | Premier tour | Premier tour | Second tour | Second tour |
| Candidats      | Candidats             | Étiquette      | Voix         | %            | Voix        | %           |
| -------------- | --------------------- | -------------- | ------------ | ------------ | ----------- | ----------- |
|                | Jean-Marie Lemaire*   | DVD            | 3 492        | 35,53        | 4 901       | 49,33       |
|                | Delphine Bataille     | PS             | 2 070        | 21,06        | 5 034       | 50,67       |
|                | Jean-Michel Couturier | DVG            | 1 424        | 14,49        |             |             |
|                | Jean-Claude Naveteur  | PCF            | 1 379        | 14,03        |             |             |
|                | Jacques Disdier       | FN             | 1 113        | 11,32        |             |             |
|                | Frédéric Masson       | EXG            | 350          | 3,56         |             |             |
|                |                       |                |              |              |             |             |
| Inscrits       | Inscrits              | Inscrits       | 14 151       | 100,00       | 14 151      | 100,00      |
| Abstention     | Abstention            | Abstention     | 3 852        | 27,22        | 3 626       | 25,62       |
| Votants        | Votants               | Votants        | 10 299       | 72,78        | 10 525      | 74,38       |
| Blancs et nuls | Blancs et nuls        | Blancs et nuls | 471          | 4,57         | 590         | 5,61        |
| Exprimés       | Exprimés              | Exprimés       | 9 828        | 95,43        | 9 935       | 94,39       |

*sortant

### Canton de Cassel
| Candidats      | Candidats          | Étiquette      | Premier tour | Premier tour | Second tour | Second tour |
| Candidats      | Candidats          | Étiquette      | Voix         | %            | Voix        | %           |
| -------------- | ------------------ | -------------- | ------------ | ------------ | ----------- | ----------- |
|                | Édouard Lecerf*    | DVD            | 1 696        | 31,59        | 2 059       | 37,07       |
|                | René Decodts       | DVG            | 1 690        | 31,48        | 2 345       | 42,22       |
|                | Jean-Pierre Varlet | SE             | 1 204        | 22,43        | 1 150       | 20,71       |
|                | Rudy Huguenin      | FN             | 500          | 9,31         |             |             |
|                | Vincent Magniez    | EXG            | 200          | 3,73         |             |             |
|                | Danièle Jonvel     | PCF            | 78           | 1,45         |             |             |
|                |                    |                |              |              |             |             |
| Inscrits       | Inscrits           | Inscrits       | 7 381        | 100,00       | 7 382       | 100,00      |
| Abstention     | Abstention         | Abstention     | 1 753        | 23,75        | 1 606       | 21,76       |
| Votants        | Votants            | Votants        | 5 628        | 76,25        | 5 776       | 78,24       |
| Blancs et nuls | Blancs et nuls     | Blancs et nuls | 260          | 4,62         | 222         | 3,84        |
| Exprimés       | Exprimés           | Exprimés       | 5 368        | 95,38        | 5 554       | 96,16       |

*sortant

### Canton du Cateau-Cambrésis
| Candidats      | Candidats         | Étiquette      | Premier tour | Premier tour | Second tour | Second tour |
| Candidats      | Candidats         | Étiquette      | Voix         | %            | Voix        | %           |
| -------------- | ----------------- | -------------- | ------------ | ------------ | ----------- | ----------- |
|                | Serge Simeon      | DVD            | 2 960        | 37,31        | 3 604       | 41,72       |
|                | Laurent Coulon    | PS             | 2 775        | 34,98        | 3 968       | 45,94       |
|                | André Couillet    | FN             | 1 244        | 15,68        | 1 066       | 12,34       |
|                | Jean-Paul Burlion | PCF            | 594          | 7,49         |             |             |
|                | Marina Berger     | EXG            | 361          | 4,55         |             |             |
|                |                   |                |              |              |             |             |
| Inscrits       | Inscrits          | Inscrits       | 12 289       | 100,00       | 12 292      | 100,00      |
| Abstention     | Abstention        | Abstention     | 3 907        | 31,79        | 3 257       | 26,50       |
| Votants        | Votants           | Votants        | 8 382        | 68,21        | 9 035       | 73,50       |
| Blancs et nuls | Blancs et nuls    | Blancs et nuls | 448          | 5,34         | 397         | 4,39        |
| Exprimés       | Exprimés          | Exprimés       | 7 934        | 94,66        | 8 638       | 95,61       |

### Canton de Condé-sur-l'Escaut
| Candidats      | Candidats             | Étiquette      | Premier tour | Premier tour | Second tour | Second tour |
| Candidats      | Candidats             | Étiquette      | Voix         | %            | Voix        | %           |
| -------------- | --------------------- | -------------- | ------------ | ------------ | ----------- | ----------- |
|                | Serge Van Der Hoeven* | PCF            | 5 411        | 32,51        | 9 792       | 57,50       |
|                | Jacques Schneider     | UMP            | 4 974        | 29,88        | 7 237       | 42,50       |
|                | Alain Mixte           | PS             | 2 945        | 17,69        |             |             |
|                | Régis Barbier         | FN             | 2 614        | 15,71        |             |             |
|                | Bertrand Fleury       | EXG            | 700          | 4,21         |             |             |
|                |                       |                |              |              |             |             |
| Inscrits       | Inscrits              | Inscrits       | 30 498       | 100,00       | 30 498      | 100,00      |
| Abstention     | Abstention            | Abstention     | 13 346       | 43,76        | 12 582      | 41,26       |
| Votants        | Votants               | Votants        | 17 152       | 56,24        | 17 916      | 58,74       |
| Blancs et nuls | Blancs et nuls        | Blancs et nuls | 508          | 2,96         | 887         | 4,95        |
| Exprimés       | Exprimés              | Exprimés       | 16 644       | 97,04        | 17 029      | 95,05       |

*sortant

### Canton de Coudekerque-Branche
| Candidats      | Candidats          | Étiquette      | Premier tour | Premier tour | Second tour | Second tour |
| Candidats      | Candidats          | Étiquette      | Voix         | %            | Voix        | %           |
| -------------- | ------------------ | -------------- | ------------ | ------------ | ----------- | ----------- |
|                | Joël Carbon*       | PS             | 8 317        | 40,78        | 13 234      | 63,99       |
|                | Stéphane Croo      | UMP            | 4 337        | 21,27        | 7 448       | 36,01       |
|                | Guy Gouteau        | FN             | 3 352        | 16,44        |             |             |
|                | Luc Bonnenfant     | Verts          | 1 665        | 8,16         |             |             |
|                | Pierre Madelain    | EXG            | 950          | 4,66         |             |             |
|                | Jean-Pierre Weus   | PCF            | 806          | 3,95         |             |             |
|                | Roger Lallouette   | EXG            | 582          | 2,85         |             |             |
|                | Jean-Claude Lamant | EXG            | 385          | 1,89         |             |             |
|                |                    |                |              |              |             |             |
| Inscrits       | Inscrits           | Inscrits       | 33 562       | 100,00       | 33 568      | 100,00      |
| Abstention     | Abstention         | Abstention     | 12 180       | 36,29        | 11 304      | 33,67       |
| Votants        | Votants            | Votants        | 21 382       | 63,71        | 22 264      | 66,33       |
| Blancs et nuls | Blancs et nuls     | Blancs et nuls | 988          | 4,62         | 1 582       | 7,11        |
| Exprimés       | Exprimés           | Exprimés       | 20 394       | 95,38        | 20 682      | 92,89       |

*sortant

### Canton de Cysoing
| Candidats      | Candidats          | Étiquette      | Premier tour | Premier tour | Second tour | Second tour |
| Candidats      | Candidats          | Étiquette      | Voix         | %            | Voix        | %           |
| -------------- | ------------------ | -------------- | ------------ | ------------ | ----------- | ----------- |
|                | Luc Monnet*        | UMP            | 5 696        | 43,81        | 7 349       | 55,68       |
|                | Évelyne Dupire     | PS             | 3 272        | 25,17        | 5 849       | 44,32       |
|                | Roselyne Crowin    | FN             | 1 546        | 11,89        |             |             |
|                | Maryse Faber-Rossi | Verts          | 1 313        | 10,10        |             |             |
|                | Denise Minet       | PCF            | 750          | 5,77         |             |             |
|                | Luc Dubois         | EXG            | 425          | 3,27         |             |             |
|                |                    |                |              |              |             |             |
| Inscrits       | Inscrits           | Inscrits       | 20 008       | 100,00       | 20 016      | 100,00      |
| Abstention     | Abstention         | Abstention     | 6 547        | 32,72        | 5 986       | 29,91       |
| Votants        | Votants            | Votants        | 13 461       | 67,28        | 14 030      | 70,09       |
| Blancs et nuls | Blancs et nuls     | Blancs et nuls | 459          | 3,41         | 832         | 5,93        |
| Exprimés       | Exprimés           | Exprimés       | 13 002       | 96,59        | 13 198      | 94,07       |

*sortant

### Canton de Douai-Nord-Est
| Candidats      | Candidats            | Étiquette      | Premier tour | Premier tour | Second tour | Second tour |
| Candidats      | Candidats            | Étiquette      | Voix         | %            | Voix        | %           |
| -------------- | -------------------- | -------------- | ------------ | ------------ | ----------- | ----------- |
|                | Érick Charton        | PS             | 3 569        | 27,14        | 7 751       | 58,82       |
|                | Jean-Jacques Peyraud | UMP            | 3 496        | 26,58        | 5 427       | 41,18       |
|                | Lionel Watteau       | PCF            | 2 856        | 21,72        | Retrait     | Retrait     |
|                | Corinne Thomes       | FN             | 2 046        | 15,56        |             |             |
|                | Jackie Avenel        | Verts          | 597          | 4,54         |             |             |
|                | René Pecqueur        | EXG            | 587          | 4,46         |             |             |
|                |                      |                |              |              |             |             |
| Inscrits       | Inscrits             | Inscrits       | 21 834       | 100,00       | 21 835      | 100,00      |
| Abstention     | Abstention           | Abstention     | 8 192        | 37,52        | 7 766       | 35,57       |
| Votants        | Votants              | Votants        | 13 642       | 62,48        | 14 069      | 64,43       |
| Blancs et nuls | Blancs et nuls       | Blancs et nuls | 491          | 3,60         | 891         | 6,33        |
| Exprimés       | Exprimés             | Exprimés       | 13 151       | 96,40        | 13 178      | 93,67       |

### Canton de Douai-Sud
| Candidats      | Candidats         | Étiquette      | Premier tour | Premier tour | Second tour | Second tour |
| Candidats      | Candidats         | Étiquette      | Voix         | %            | Voix        | %           |
| -------------- | ----------------- | -------------- | ------------ | ------------ | ----------- | ----------- |
|                | Laurent Houllier  | PS             | 5 748        | 28,02        | 15 325      | 100,00      |
|                | Michel Meurdesoif | PCF            | 4 768        | 23,24        | Retrait     | Retrait     |
|                | Roger Nazzari     | FN             | 3 510        | 17,11        |             |             |
|                | Michaël Doziere   | UDF            | 3 357        | 16,36        |             |             |
|                | Gérard Coquelle   | Verts          | 1 636        | 7,98         |             |             |
|                | Roger Marie       | EXG            | 1 495        | 7,29         |             |             |
|                |                   |                |              |              |             |             |
| Inscrits       | Inscrits          | Inscrits       | 35 335       | 100,00       | 35 338      | 100,00      |
| Abstention     | Abstention        | Abstention     | 13 800       | 39,05        | 13 963      | 39,51       |
| Votants        | Votants           | Votants        | 21 535       | 60,95        | 21 375      | 60,49       |
| Blancs et nuls | Blancs et nuls    | Blancs et nuls | 1 021        | 4,74         | 6 050       | 28,30       |
| Exprimés       | Exprimés          | Exprimés       | 20 514       | 95,26        | 15 325      | 71,70       |

### Canton de Dunkerque-Est
| Candidats      | Candidats                 | Étiquette      | Premier tour | Premier tour | Second tour | Second tour |
| Candidats      | Candidats                 | Étiquette      | Voix         | %            | Voix        | %           |
| -------------- | ------------------------- | -------------- | ------------ | ------------ | ----------- | ----------- |
|                | Danièle Thinon            | PS             | 6 003        | 34,90        | 9 588       | 53,56       |
|                | Franck Dhersin*           | UMP            | 5 816        | 33,81        | 8 313       | 46,44       |
|                | Ghislaine Vancauwenberghe | FN             | 2 380        | 13,84        |             |             |
|                | Philippe Rousselle        | Verts          | 1 424        | 8,28         |             |             |
|                | Claude Tange              | PCF            | 876          | 5,09         |             |             |
|                | Jacques Volant            | EXG            | 703          | 4,09         |             |             |
|                |                           |                |              |              |             |             |
| Inscrits       | Inscrits                  | Inscrits       | 28 702       | 100,00       | 28 707      | 100,00      |
| Abstention     | Abstention                | Abstention     | 10 918       | 38,04        | 9 698       | 33,78       |
| Votants        | Votants                   | Votants        | 17 784       | 61,96        | 19 009      | 66,22       |
| Blancs et nuls | Blancs et nuls            | Blancs et nuls | 582          | 3,27         | 1 108       | 5,83        |
| Exprimés       | Exprimés                  | Exprimés       | 17 202       | 96,73        | 17 901      | 94,17       |

*sortant

### Canton de Grande-Synthe
| Candidats      | Candidats          | Étiquette      | Premier tour | Premier tour | Second tour | Second tour |
| Candidats      | Candidats          | Étiquette      | Voix         | %            | Voix        | %           |
| -------------- | ------------------ | -------------- | ------------ | ------------ | ----------- | ----------- |
|                | Roméo Ragazzo*     | PS             | 5 015        | 39,09        | 9 219       | 69,57       |
|                | Yannick Le Floc'h  | FN             | 2 778        | 21,65        | 4 033       | 30,43       |
|                | Clémence Declercq  | DVG            | 1 394        | 10,87        |             |             |
|                | Didier Liennart    | PCF            | 1 119        | 8,72         |             |             |
|                | Nicole Grassien    | Verts          | 955          | 7,44         |             |             |
|                | Morgan Railane     | UMP            | 839          | 6,54         |             |             |
|                | Jean-Luc Waringhem | EXG            | 730          | 5,69         |             |             |
|                |                    |                |              |              |             |             |
| Inscrits       | Inscrits           | Inscrits       | 23 382       | 100,00       | 23 383      | 100,00      |
| Abstention     | Abstention         | Abstention     | 10 031       | 42,90        | 9 376       | 40,10       |
| Votants        | Votants            | Votants        | 13 351       | 57,10        | 14 007      | 59,90       |
| Blancs et nuls | Blancs et nuls     | Blancs et nuls | 521          | 3,90         | 755         | 5,39        |
| Exprimés       | Exprimés           | Exprimés       | 12 830       | 96,10        | 13 252      | 94,61       |

*sortant

### Canton de Gravelines
| Candidats      | Candidats              | Étiquette      | Premier tour | Premier tour | Second tour | Second tour |
| Candidats      | Candidats              | Étiquette      | Voix         | %            | Voix        | %           |
| -------------- | ---------------------- | -------------- | ------------ | ------------ | ----------- | ----------- |
|                | Jean-Claude Delalonde* | PS             | 4 523        | 37,75        | 6 160       | 50,15       |
|                | Léon Panier            | DVG            | 3 569        | 29,79        | 6 124       | 49,85       |
|                | François Rosseel       | UMP            | 1 552        | 12,95        |             |             |
|                | François Thery         | FN             | 1 429        | 11,93        |             |             |
|                | Laure Bourel           | EXG            | 556          | 4,64         |             |             |
|                | Francis Herrewyn       | PCF            | 352          | 2,94         |             |             |
|                |                        |                |              |              |             |             |
| Inscrits       | Inscrits               | Inscrits       | 18 441       | 100,00       | 18 441      | 100,00      |
| Abstention     | Abstention             | Abstention     | 5 934        | 32,18        | 5 366       | 29,10       |
| Votants        | Votants                | Votants        | 12 507       | 67,82        | 13 075      | 70,90       |
| Blancs et nuls | Blancs et nuls         | Blancs et nuls | 526          | 4,21         | 791         | 6,05        |
| Exprimés       | Exprimés               | Exprimés       | 11 981       | 95,79        | 12 284      | 93,95       |

*sortant

### Canton d'Hazebrouck-Nord
| Candidats      | Candidats             | Étiquette      | Premier tour | Premier tour | Second tour | Second tour |
| Candidats      | Candidats             | Étiquette      | Voix         | %            | Voix        | %           |
| -------------- | --------------------- | -------------- | ------------ | ------------ | ----------- | ----------- |
|                | Jean-Pierre Allossery | PS             | 3 628        | 33,98        | 6 049       | 56,25       |
|                | Jean-Pierre Laczny*   | UMP            | 3 389        | 31,74        | 4 705       | 43,75       |
|                | Marie Duchet          | FN             | 1 418        | 13,28        |             |             |
|                | Yves Baron            | DVD            | 1 185        | 11,10        |             |             |
|                | Jean-Pierre D'Hulster | EXG            | 677          | 6,34         |             |             |
|                | Béatrice Veit         | PCF            | 381          | 3,57         |             |             |
|                |                       |                |              |              |             |             |
| Inscrits       | Inscrits              | Inscrits       | 17 604       | 100,00       | 17 603      | 100,00      |
| Abstention     | Abstention            | Abstention     | 6 047        | 34,35        | 5 834       | 33,14       |
| Votants        | Votants               | Votants        | 11 557       | 65,65        | 11 769      | 66,86       |
| Blancs et nuls | Blancs et nuls        | Blancs et nuls | 879          | 7,61         | 1 015       | 8,62        |
| Exprimés       | Exprimés              | Exprimés       | 10 678       | 92,39        | 10 754      | 91,38       |

*sortant

### Canton de Landrecies
| Candidats      | Candidats             | Étiquette      | Premier tour | Premier tour | Second tour | Second tour |
| Candidats      | Candidats             | Étiquette      | Voix         | %            | Voix        | %           |
| -------------- | --------------------- | -------------- | ------------ | ------------ | ----------- | ----------- |
|                | André Ducarne*        | DVD            | 2 572        | 47,22        | 3 154       | 56,24       |
|                | Nadine Peudepiece     | PS             | 1 401        | 25,72        | 2 454       | 43,76       |
|                | Gilles Duplouy        | FN             | 741          | 13,60        |             |             |
|                | Monique Poirette      | PCF            | 283          | 5,20         |             |             |
|                | Stéphane Petit        | Verts          | 242          | 4,44         |             |             |
|                | Marie-Claude Rondeaux | EXG            | 208          | 3,82         |             |             |
|                |                       |                |              |              |             |             |
| Inscrits       | Inscrits              | Inscrits       | 8 155        | 100,00       | 8 155       | 100,00      |
| Abstention     | Abstention            | Abstention     | 2 461        | 30,18        | 2 199       | 26,97       |
| Votants        | Votants               | Votants        | 5 694        | 69,82        | 5 956       | 73,03       |
| Blancs et nuls | Blancs et nuls        | Blancs et nuls | 247          | 4,34         | 348         | 5,84        |
| Exprimés       | Exprimés              | Exprimés       | 5 447        | 95,66        | 5 608       | 94,16       |

*sortant

### Canton de Lannoy
| Candidats      | Candidats              | Étiquette      | Premier tour | Premier tour | Second tour | Second tour |
| Candidats      | Candidats              | Étiquette      | Voix         | %            | Voix        | %           |
| -------------- | ---------------------- | -------------- | ------------ | ------------ | ----------- | ----------- |
|                | Jocya Vancoillie*      | PS             | 8 808        | 32,07        | 13 432      | 45,87       |
|                | Daniel Chabasse        | DVD            | 8 600        | 31,31        | 10 996      | 37,55       |
|                | Henri Bertin           | FN             | 4 894        | 17,82        | 4 856       | 16,58       |
|                | Annette Rimbert        | Verts          | 3 097        | 11,27        |             |             |
|                | Philippe Clouet        | EXG            | 1 115        | 4,06         |             |             |
|                | Emmanuel Guebie-Kessie | PCF            | 954          | 3,47         |             |             |
|                |                        |                |              |              |             |             |
| Inscrits       | Inscrits               | Inscrits       | 46 634       | 100,00       | 46 636      | 100,00      |
| Abstention     | Abstention             | Abstention     | 17 950       | 38,49        | 16 319      | 34,99       |
| Votants        | Votants                | Votants        | 28 684       | 61,51        | 30 317      | 65,01       |
| Blancs et nuls | Blancs et nuls         | Blancs et nuls | 1 216        | 4,24         | 1 033       | 3,41        |
| Exprimés       | Exprimés               | Exprimés       | 27 468       | 95,76        | 29 284      | 96,59       |

*sortant

### Canton de Lille-Est
| Candidats      | Candidats         | Étiquette      | Premier tour | Premier tour | Second tour | Second tour |
| Candidats      | Candidats         | Étiquette      | Voix         | %            | Voix        | %           |
| -------------- | ----------------- | -------------- | ------------ | ------------ | ----------- | ----------- |
|                | Bernard Derosier* | PS             | 3 978        | 40,71        | 7 117       | 73,17       |
|                | Philippe Bernard  | FN             | 1 807        | 18,49        | 2 609       | 26,83       |
|                | Pascal Labbée     | UMP            | 1 339        | 13,70        |             |             |
|                | Ludovic Coupin    | Verts          | 943          | 9,65         |             |             |
|                | Roger Maly        | PCF            | 781          | 7,99         |             |             |
|                | Fatima Abdellaoui | EXG            | 386          | 3,95         |             |             |
|                | Marie-Jeanne Pina | ECO            | 302          | 3,09         |             |             |
|                | Laurent Fillebeen | EXG            | 235          | 2,41         |             |             |
|                |                   |                |              |              |             |             |
| Inscrits       | Inscrits          | Inscrits       | 19 033       | 100,00       | 19 033      | 100,00      |
| Abstention     | Abstention        | Abstention     | 8 923        | 46,88        | 8 504       | 44,68       |
| Votants        | Votants           | Votants        | 10 110       | 53,12        | 10 529      | 55,32       |
| Blancs et nuls | Blancs et nuls    | Blancs et nuls | 339          | 3,35         | 803         | 7,63        |
| Exprimés       | Exprimés          | Exprimés       | 9 771        | 96,65        | 9 726       | 92,37       |

*sortant

### Canton de Lille-Nord-Est
| Candidats      | Candidats           | Étiquette      | Premier tour | Premier tour | Second tour | Second tour |
| Candidats      | Candidats           | Étiquette      | Voix         | %            | Voix        | %           |
| -------------- | ------------------- | -------------- | ------------ | ------------ | ----------- | ----------- |
|                | Betty Gleizer       | PS             | 5 290        | 32,66        | 9 674       | 59,28       |
|                | Thierry Pauchet     | UDF            | 4 473        | 27,61        | 6 646       | 40,72       |
|                | Éric Portejoie      | FN             | 2 353        | 14,53        |             |             |
|                | Christiane Bouchart | Verts          | 1 614        | 9,96         |             |             |
|                | Sylviane Delacroix  | PCF            | 1 119        | 6,91         |             |             |
|                | Gilles Boury        | EXG            | 785          | 4,85         |             |             |
|                | Brigitte Colin      | SE             | 564          | 3,48         |             |             |
|                |                     |                |              |              |             |             |
| Inscrits       | Inscrits            | Inscrits       | 30 290       | 100,00       | 30 292      | 100,00      |
| Abstention     | Abstention          | Abstention     | 13 584       | 44,85        | 12 876      | 42,51       |
| Votants        | Votants             | Votants        | 16 706       | 55,15        | 17 416      | 57,49       |
| Blancs et nuls | Blancs et nuls      | Blancs et nuls | 508          | 3,04         | 1 096       | 6,29        |
| Exprimés       | Exprimés            | Exprimés       | 16 198       | 96,96        | 16 320      | 93,71       |

### Canton de Lille-Sud-Est
| Candidats      | Candidats           | Étiquette      | Premier tour | Premier tour | Second tour | Second tour |
| Candidats      | Candidats           | Étiquette      | Voix         | %            | Voix        | %           |
| -------------- | ------------------- | -------------- | ------------ | ------------ | ----------- | ----------- |
|                | Marc Godefroy       | PS             | 6 905        | 38,70        | 10 638      | 59,77       |
|                | Nicolas Lebas       | UDF            | 4 864        | 27,26        | 7 159       | 40,23       |
|                | Éliane Coolzaet     | FN             | 2 588        | 14,50        |             |             |
|                | Gaëlle Mangin       | Verts          | 1 203        | 6,74         |             |             |
|                | Christian Zielinski | PCF            | 1 152        | 6,46         |             |             |
|                | Dominique Wagnon    | EXG            | 729          | 4,09         |             |             |
|                | Chantal Pote        | SE             | 403          | 2,26         |             |             |
|                |                     |                |              |              |             |             |
| Inscrits       | Inscrits            | Inscrits       | 29 685       | 100,00       | 29 683      | 100,00      |
| Abstention     | Abstention          | Abstention     | 11 265       | 37,95        | 10 748      | 36,21       |
| Votants        | Votants             | Votants        | 18 420       | 62,05        | 18 935      | 63,79       |
| Blancs et nuls | Blancs et nuls      | Blancs et nuls | 576          | 3,13         | 1 138       | 6,01        |
| Exprimés       | Exprimés            | Exprimés       | 17 844       | 96,87        | 17 797      | 93,99       |

### Canton de Lille-Sud-Ouest
| Candidats      | Candidats         | Étiquette      | Premier tour | Premier tour | Second tour | Second tour |
| Candidats      | Candidats         | Étiquette      | Voix         | %            | Voix        | %           |
| -------------- | ----------------- | -------------- | ------------ | ------------ | ----------- | ----------- |
|                | Patrick Kanner*   | PS             | 22 327       | 40,61        | 7 140       | 63,76       |
|                | Loïc Leserre      | UMP            | 2 809        | 25,20        | 4 058       | 36,24       |
|                | Alain Bienvenu    | FN             | 1 541        | 13,82        |             |             |
|                | Julien Lecaille   | Verts          | 1 205        | 10,81        |             |             |
|                | Fabien Roussel    | PCF            | 577          | 5,18         |             |             |
|                | Monique Calluiere | EXG            | 488          | 4,38         |             |             |
|                |                   |                |              |              |             |             |
| Inscrits       | Inscrits          | Inscrits       | 22 327       | 100,00       | 22 327      | 100,00      |
| Abstention     | Abstention        | Abstention     | 10 877       | 48,72        | 10 454      | 46,82       |
| Votants        | Votants           | Votants        | 11 450       | 51,28        | 11 873      | 53,18       |
| Blancs et nuls | Blancs et nuls    | Blancs et nuls | 303          | 2,65         | 675         | 5,69        |
| Exprimés       | Exprimés          | Exprimés       | 11 147       | 97,35        | 11 198      | 94,31       |

*sortant

### Canton de Maubeuge-Sud
| Candidats      | Candidats           | Étiquette      | Premier tour | Premier tour | Second tour | Second tour |
| Candidats      | Candidats           | Étiquette      | Voix         | %            | Voix        | %           |
| -------------- | ------------------- | -------------- | ------------ | ------------ | ----------- | ----------- |
|                | Claude Deresnes     | FN             | 3 358        | 24,81        | 5 178       | 38,03       |
|                | Philippe Dronsart   | PS             | 3 312        | 24,47        | 8 436       | 61,97       |
|                | Annick Mattighello* | PCF            | 3 152        | 23,29        | Retrait     | Retrait     |
|                | Arnaud Decagny      | UMP            | 1 969        | 14,55        |             |             |
|                | Richard Meunier     | UDF            | 692          | 5,11         |             |             |
|                | Philippe Lefebvre   | ECO            | 371          | 2,74         |             |             |
|                | Bruno Montmory      | EXG            | 350          | 2,59         |             |             |
|                | Nasser Achour       | Verts          | 329          | 2,43         |             |             |
|                |                     |                |              |              |             |             |
| Inscrits       | Inscrits            | Inscrits       | 23 491       | 100,00       | 23 488      | 100,00      |
| Abstention     | Abstention          | Abstention     | 9 526        | 40,55        | 8 869       | 37,76       |
| Votants        | Votants             | Votants        | 13 965       | 59,45        | 14 619      | 62,24       |
| Blancs et nuls | Blancs et nuls      | Blancs et nuls | 432          | 3,09         | 1 005       | 6,87        |
| Exprimés       | Exprimés            | Exprimés       | 13 533       | 96,91        | 13 614      | 93,13       |

*sortant

### Canton de Pont-à-Marcq
| Candidats      | Candidats           | Étiquette      | Premier tour | Premier tour | Second tour | Second tour |
| Candidats      | Candidats           | Étiquette      | Voix         | %            | Voix        | %           |
| -------------- | ------------------- | -------------- | ------------ | ------------ | ----------- | ----------- |
|                | Béatrice Mullier*   | PS             | 6 873        | 39,10        | 10 196      | 57,07       |
|                | Luc Foutry          | UMP            | 5 276        | 30,02        | 7 669       | 42,93       |
|                | Bruno Schmidt       | FN             | 2 554        | 14,53        |             |             |
|                | Christian Vanhaecke | Verts          | 1 478        | 8,41         |             |             |
|                | Laurent Lachaier    | PCF            | 749          | 4,26         |             |             |
|                | Caroline Bourrieres | EXG            | 647          | 3,68         |             |             |
|                |                     |                |              |              |             |             |
| Inscrits       | Inscrits            | Inscrits       | 27 616       | 100,00       | 27 613      | 100,00      |
| Abstention     | Abstention          | Abstention     | 9 360        | 33,89        | 8 671       | 31,40       |
| Votants        | Votants             | Votants        | 18 256       | 66,11        | 18 942      | 68,60       |
| Blancs et nuls | Blancs et nuls      | Blancs et nuls | 679          | 3,72         | 1 077       | 5,69        |
| Exprimés       | Exprimés            | Exprimés       | 17 577       | 96,28        | 17 865      | 94,31       |

*sortant

### Canton du Quesnoy-Est
| Candidats      | Candidats           | Étiquette      | Premier tour | Premier tour |
| Candidats      | Candidats           | Étiquette      | Voix         | %            |
| -------------- | ------------------- | -------------- | ------------ | ------------ |
|                | Paul Raoult*        | PS             | 3 110        | 53,78        |
|                | Guislain Cambier    | UMP            | 1 032        | 17,85        |
|                | Serge Haquette      | FN             | 777          | 13,44        |
|                | Marie-José Burlion  | PCF            | 442          | 7,64         |
|                | Thierry Denys       | Verts          | 234          | 4,05         |
|                | Dominique Gourmelen | EXG            | 188          | 3,25         |
|                |                     |                |              |              |
| Inscrits       | Inscrits            | Inscrits       | 8 602        | 100,00       |
| Abstention     | Abstention          | Abstention     | 2 615        | 30,40        |
| Votants        | Votants             | Votants        | 5 987        | 69,60        |
| Blancs et nuls | Blancs et nuls      | Blancs et nuls | 204          | 3,41         |
| Exprimés       | Exprimés            | Exprimés       | 5 783        | 96,59        |

*sortant

### Canton de Roubaix-Centre
| Candidats      | Candidats               | Étiquette      | Premier tour | Premier tour | Second tour | Second tour |
| Candidats      | Candidats               | Étiquette      | Voix         | %            | Voix        | %           |
| -------------- | ----------------------- | -------------- | ------------ | ------------ | ----------- | ----------- |
|                | Renaud Tardy*           | PS             | 2 615        | 26,10        | 6 227       | 59,94       |
|                | Arnaud Verspieren       | UDF            | 2 593        | 25,88        | 4 161       | 40,06       |
|                | Guy Cannie              | FN             | 1 709        | 17,05        |             |             |
|                | Céline Scavennec        | Verts          | 1 002        | 10,00        |             |             |
|                | Françoise Delbarre      | EXG            | 721          | 7,19         |             |             |
|                | Jean-Marie Duriez       | PCF            | 595          | 5,94         |             |             |
|                | Rachid Rizoug Zeghlache | DVG            | 517          | 5,16         |             |             |
|                | Luc Van Engelandt       | EXD            | 269          | 2,68         |             |             |
|                |                         |                |              |              |             |             |
| Inscrits       | Inscrits                | Inscrits       | 20 765       | 100,00       | 20 765      | 100,00      |
| Abstention     | Abstention              | Abstention     | 10 377       | 49,97        | 9 638       | 46,41       |
| Votants        | Votants                 | Votants        | 10 388       | 50,03        | 11 127      | 53,59       |
| Blancs et nuls | Blancs et nuls          | Blancs et nuls | 367          | 3,53         | 739         | 6,64        |
| Exprimés       | Exprimés                | Exprimés       | 10 021       | 96,47        | 10 388      | 93,36       |

*sortant

### Canton de Roubaix-Est
| Candidats      | Candidats          | Étiquette      | Premier tour | Premier tour | Second tour | Second tour |
| Candidats      | Candidats          | Étiquette      | Voix         | %            | Voix        | %           |
| -------------- | ------------------ | -------------- | ------------ | ------------ | ----------- | ----------- |
|                | Bernard Carton*    | PS             | 4 113        | 41,85        | 7 145       | 69,79       |
|                | Sylvie Langlois    | FN             | 2 196        | 22,34        | 3 093       | 30,21       |
|                | Jean-Luc Delommez  | UMP            | 1 470        | 14,96        |             |             |
|                | Nordine Bellal     | Verts          | 921          | 9,37         |             |             |
|                | Raymonde Pattyn    | EXG            | 570          | 5,80         |             |             |
|                | Françoise Thilliez | PCF            | 559          | 5,69         |             |             |
|                |                    |                |              |              |             |             |
| Inscrits       | Inscrits           | Inscrits       | 19 837       | 100,00       | 19 838      | 100,00      |
| Abstention     | Abstention         | Abstention     | 9 645        | 48,62        | 8 982       | 45,28       |
| Votants        | Votants            | Votants        | 10 192       | 51,38        | 10 856      | 54,72       |
| Blancs et nuls | Blancs et nuls     | Blancs et nuls | 363          | 3,56         | 618         | 5,69        |
| Exprimés       | Exprimés           | Exprimés       | 9 829        | 96,44        | 10 238      | 94,31       |

*sortant

### Canton de Saint-Amand-les-Eaux-Rive droite
| Candidats      | Candidats              | Étiquette      | Premier tour | Premier tour |
| Candidats      | Candidats              | Étiquette      | Voix         | %            |
| -------------- | ---------------------- | -------------- | ------------ | ------------ |
|                | René Cher*             | PCF            | 7 012        | 53,09        |
|                | Michelle Beal          | FN             | 1 943        | 14,71        |
|                | Sylvie Woelffle        | UMP            | 1 937        | 14,66        |
|                | Léonard La Cancellera  | PS             | 1 079        | 8,17         |
|                | Jean-Claude Brunebarbe | Verts          | 784          | 5,94         |
|                | Jacques Caudron        | EXG            | 454          | 3,44         |
|                |                        |                |              |              |
| Inscrits       | Inscrits               | Inscrits       | 23 024       | 100,00       |
| Abstention     | Abstention             | Abstention     | 9 294        | 40,37        |
| Votants        | Votants                | Votants        | 13 730       | 59,63        |
| Blancs et nuls | Blancs et nuls         | Blancs et nuls | 521          | 3,79         |
| Exprimés       | Exprimés               | Exprimés       | 13 209       | 96,21        |

*sortant

### Canton de Seclin-Nord
| Candidats      | Candidats            | Étiquette      | Premier tour | Premier tour | Second tour | Second tour |
| Candidats      | Candidats            | Étiquette      | Voix         | %            | Voix        | %           |
| -------------- | -------------------- | -------------- | ------------ | ------------ | ----------- | ----------- |
|                | Noël Dejonghe*       | PS             | 5 485        | 38,14        | 8 895       | 61,05       |
|                | Yves Smets           | DVD            | 3 782        | 26,30        | 5 674       | 38,95       |
|                | Éric Dillies         | FN             | 2 282        | 15,87        |             |             |
|                | Françoise Hellio     | PCF            | 1 152        | 8,01         |             |             |
|                | Marie-Noëlle Bernard | Verts          | 1 143        | 7,95         |             |             |
|                | Vincent Leroy        | EXG            | 537          | 3,73         |             |             |
|                |                      |                |              |              |             |             |
| Inscrits       | Inscrits             | Inscrits       | 23 852       | 100,00       | 23 853      | 100,00      |
| Abstention     | Abstention           | Abstention     | 8 957        | 37,55        | 8 369       | 35,09       |
| Votants        | Votants              | Votants        | 14 895       | 62,45        | 15 484      | 64,91       |
| Blancs et nuls | Blancs et nuls       | Blancs et nuls | 514          | 3,45         | 915         | 5,91        |
| Exprimés       | Exprimés             | Exprimés       | 14 381       | 96,55        | 14 569      | 94,09       |

*sortant

### Canton de Solesmes
| Candidats      | Candidats            | Étiquette      | Premier tour | Premier tour | Second tour | Second tour |
| Candidats      | Candidats            | Étiquette      | Voix         | %            | Voix        | %           |
| -------------- | -------------------- | -------------- | ------------ | ------------ | ----------- | ----------- |
|                | Georges Flamengt     | PS             | 3 111        | 35,24        | 5 218       | 59,53       |
|                | Serge Machepy        | UDF            | 2 704        | 30,63        | 3 547       | 40,47       |
|                | Bruno Leclercq       | PCF            | 1 559        | 17,66        | Retrait     | Retrait     |
|                | Marie-Jeanne Bernard | FN             | 1 098        | 12,44        |             |             |
|                | Serge Petit          | EXG            | 356          | 4,03         |             |             |
|                |                      |                |              |              |             |             |
| Inscrits       | Inscrits             | Inscrits       | 13 122       | 100,00       | 13 121      | 100,00      |
| Abstention     | Abstention           | Abstention     | 3 877        | 29,55        | 3 743       | 28,53       |
| Votants        | Votants              | Votants        | 9 245        | 70,45        | 9 378       | 71,47       |
| Blancs et nuls | Blancs et nuls       | Blancs et nuls | 417          | 4,51         | 613         | 6,54        |
| Exprimés       | Exprimés             | Exprimés       | 8 828        | 95,49        | 8 765       | 93,46       |

*sortant

### Canton de Solre-le-Château
| Candidats      | Candidats         | Étiquette      | Premier tour | Premier tour | Second tour | Second tour |
| Candidats      | Candidats         | Étiquette      | Voix         | %            | Voix        | %           |
| -------------- | ----------------- | -------------- | ------------ | ------------ | ----------- | ----------- |
|                | Philippe Lety     | PS             | 1 763        | 42,08        | 2 518       | 58,96       |
|                | Guy Erphelin      | UMP            | 1 134        | 27,06        | 1 753       | 41,04       |
|                | Bernadine Hublart | FN             | 471          | 11,24        |             |             |
|                | Jean-Louis Pihet  | PCF            | 255          | 6,09         |             |             |
|                | Pascal Allain     | DVD            | 229          | 5,47         |             |             |
|                | Dominique Cunin   | Verts          | 187          | 4,46         |             |             |
|                | Martine Dupont    | EXG            | 151          | 3,60         |             |             |
|                |                   |                |              |              |             |             |
| Inscrits       | Inscrits          | Inscrits       | 6 896        | 100,00       | 6 896       | 100,00      |
| Abstention     | Abstention        | Abstention     | 2 533        | 36,73        | 2 307       | 33,45       |
| Votants        | Votants           | Votants        | 4 363        | 63,27        | 4 589       | 66,55       |
| Blancs et nuls | Blancs et nuls    | Blancs et nuls | 173          | 3,97         | 318         | 6,93        |
| Exprimés       | Exprimés          | Exprimés       | 4 190        | 96,03        | 4 271       | 93,07       |

### Canton de Tourcoing-Nord
| Candidats      | Candidats              | Étiquette      | Premier tour | Premier tour | Second tour | Second tour |
| Candidats      | Candidats              | Étiquette      | Voix         | %            | Voix        | %           |
| -------------- | ---------------------- | -------------- | ------------ | ------------ | ----------- | ----------- |
|                | Vincent Ledoux         | DVD            | 6 863        | 29,03        | 9 913       | 39,14       |
|                | Marie Deroo            | PS             | 6 540        | 27,66        | 10 854      | 42,86       |
|                | René Declercq          | FN             | 4 375        | 18,50        | 4 558       | 18,00       |
|                | Marie-Antoine Callens  | Verts          | 1 777        | 7,52         |             |             |
|                | Alain Lambre           | PCF            | 1 510        | 6,39         |             |             |
|                | Jean-Pierre Dufourmont | DVD            | 1 426        | 6,03         |             |             |
|                | Bruno Vargiu           | EXG            | 921          | 3,90         |             |             |
|                | Sylvie Papart          | SE             | 232          | 0,98         |             |             |
|                |                        |                |              |              |             |             |
| Inscrits       | Inscrits               | Inscrits       | 42 248       | 100,00       | 42 248      | 100,00      |
| Abstention     | Abstention             | Abstention     | 17 694       | 41,88        | 16 044      | 37,98       |
| Votants        | Votants                | Votants        | 24 554       | 58,12        | 26 204      | 62,02       |
| Blancs et nuls | Blancs et nuls         | Blancs et nuls | 910          | 3,71         | 879         | 3,35        |
| Exprimés       | Exprimés               | Exprimés       | 23 644       | 96,29        | 25 325      | 96,65       |

### Canton de Tourcoing-Nord-Est
| Candidats      | Candidats                | Étiquette      | Premier tour | Premier tour | Second tour | Second tour |
| Candidats      | Candidats                | Étiquette      | Voix         | %            | Voix        | %           |
| -------------- | ------------------------ | -------------- | ------------ | ------------ | ----------- | ----------- |
|                | Marie-François Delannoy* | PS             | 6 229        | 37,28        | 9 073       | 50,68       |
|                | Christian Baeckeroot     | FN             | 3 900        | 23,34        | 4 178       | 23,34       |
|                | Christian Desmet         | UMP            | 3 698        | 22,13        | 4 652       | 25,98       |
|                | Bernard Despierre        | Verts          | 1 382        | 8,27         |             |             |
|                | Françoise Deltour        | EXG            | 886          | 5,30         |             |             |
|                | Dominique de Clercq      | PCF            | 613          | 3,67         |             |             |
|                |                          |                |              |              |             |             |
| Inscrits       | Inscrits                 | Inscrits       | 33 221       | 100,00       | 33 222      | 100,00      |
| Abstention     | Abstention               | Abstention     | 15 910       | 47,89        | 14 763      | 44,44       |
| Votants        | Votants                  | Votants        | 17 311       | 52,11        | 18 459      | 55,56       |
| Blancs et nuls | Blancs et nuls           | Blancs et nuls | 603          | 3,48         | 556         | 3,01        |
| Exprimés       | Exprimés                 | Exprimés       | 16 708       | 96,52        | 17 903      | 96,99       |

*sortant

### Canton de Valenciennes-Est
| Candidats      | Candidats           | Étiquette      | Premier tour | Premier tour | Second tour | Second tour |
| Candidats      | Candidats           | Étiquette      | Voix         | %            | Voix        | %           |
| -------------- | ------------------- | -------------- | ------------ | ------------ | ----------- | ----------- |
|                | Fabien Thiémé*      | PCF            | 7 319        | 36,96        | 11 951      | 59,07       |
|                | Laurent Degallaix   | DVD            | 6 003        | 30,32        | 8 280       | 40,93       |
|                | Rita Cannas         | PS             | 2 911        | 14,70        |             |             |
|                | Jean-Louis Baudelot | FN             | 2 849        | 14,39        |             |             |
|                | Martial Esmans      | EXG            | 720          | 3,64         |             |             |
|                |                     |                |              |              |             |             |
| Inscrits       | Inscrits            | Inscrits       | 34 072       | 100,00       | 34 072      | 100,00      |
| Abstention     | Abstention          | Abstention     | 13 589       | 39,88        | 12 684      | 37,23       |
| Votants        | Votants             | Votants        | 20 483       | 60,12        | 21 388      | 62,77       |
| Blancs et nuls | Blancs et nuls      | Blancs et nuls | 681          | 3,32         | 1 157       | 5,41        |
| Exprimés       | Exprimés            | Exprimés       | 19 802       | 96,68        | 20 231      | 94,59       |

*sortant

### Canton de Valenciennes-Nord
| Candidats      | Candidats             | Étiquette      | Premier tour | Premier tour | Second tour | Second tour |
| Candidats      | Candidats             | Étiquette      | Voix         | %            | Voix        | %           |
| -------------- | --------------------- | -------------- | ------------ | ------------ | ----------- | ----------- |
|                | Jean-Luc Chagnon      | PS             | 3 021        | 23,88        | 6 404       | 48,93       |
|                | Marc Bury             | PCF            | 2 889        | 22,83        | Retrait     | Retrait     |
|                | Bernard Brouillet     | DVD            | 2 633        | 20,81        | 4 137       | 31,61       |
|                | Dominique Slabolepszy | FN             | 2 253        | 17,81        | 2 548       | 19,47       |
|                | Alexandre Kadur       | DVD            | 866          | 6,84         |             |             |
|                | Anne-Laure Chaudon    | EXG            | 685          | 5,41         |             |             |
|                | Jean-Michel Pottier   | DVG            | 305          | 2,41         |             |             |
|                |                       |                |              |              |             |             |
| Inscrits       | Inscrits              | Inscrits       | 22 225       | 100,00       | 22 225      | 100,00      |
| Abstention     | Abstention            | Abstention     | 9 032        | 40,64        | 8 641       | 38,88       |
| Votants        | Votants               | Votants        | 13 193       | 59,36        | 13 584      | 61,12       |
| Blancs et nuls | Blancs et nuls        | Blancs et nuls | 541          | 4,10         | 495         | 3,64        |
| Exprimés       | Exprimés              | Exprimés       | 12 652       | 95,90        | 13 089      | 96,36       |

*sortant

### Canton de Villeneuve-d'Ascq-Nord
| Candidats      | Candidats      | Étiquette      | Premier tour | Premier tour | Second tour | Second tour |
| Candidats      | Candidats      | Étiquette      | Voix         | %            | Voix        | %           |
| -------------- | -------------- | -------------- | ------------ | ------------ | ----------- | ----------- |
|                | Didier Manier* | PS             | 4 794        | 42,16        | 7 763       | 68,35       |
|                | Didier Plancke | UMP            | 2 452        | 21,56        | 3 595       | 31,65       |
|                | Malik Ifri     | Verts          | 1 460        | 12,84        |             |             |
|                | Jean Mariel    | FN             | 1 390        | 12,22        |             |             |
|                | Pascale Rougée | EXG            | 656          | 5,77         |             |             |
|                | Marc Delgrange | PCF            | 620          | 5,45         |             |             |
|                |                |                |              |              |             |             |
| Inscrits       | Inscrits       | Inscrits       | 19 318       | 100,00       | 19 322      | 100,00      |
| Abstention     | Abstention     | Abstention     | 7 554        | 39,10        | 7 213       | 37,33       |
| Votants        | Votants        | Votants        | 11 764       | 60,90        | 12 109      | 62,67       |
| Blancs et nuls | Blancs et nuls | Blancs et nuls | 392          | 3,33         | 751         | 6,20        |
| Exprimés       | Exprimés       | Exprimés       | 11 372       | 96,67        | 11 358      | 93,80       |

*sortant

### Canton de Wormhout
| Candidats      | Candidats             | Étiquette      | Premier tour | Premier tour |
| Candidats      | Candidats             | Étiquette      | Voix         | %            |
| -------------- | --------------------- | -------------- | ------------ | ------------ |
|                | Patrick Valois*       | DVD            | 4 745        | 58,73        |
|                | Odile Lesage          | PS             | 1 982        | 24,53        |
|                | Frédéric Messager     | FN             | 833          | 10,31        |
|                | Jean-François Degrave | EXG            | 378          | 4,68         |
|                | Danielle Veignie      | PCF            | 142          | 1,76         |
|                |                       |                |              |              |
| Inscrits       | Inscrits              | Inscrits       | 11 658       | 100,00       |
| Abstention     | Abstention            | Abstention     | 3 213        | 27,56        |
| Votants        | Votants               | Votants        | 8 445        | 72,44        |
| Blancs et nuls | Blancs et nuls        | Blancs et nuls | 365          | 4,32         |
| Exprimés       | Exprimés              | Exprimés       | 8 080        | 95,68        |

*sortant